# Michele Cantacuzeno (morto nel 1264)
Michele Cantacuzeno (... – 1264) è stato megas konostaulos dell'Impero bizantino durante il regno dell'imperatore Michele VIII Paleologo.
Secondo Pachimere, questo Michele Cantacuzeno era tra gli ufficiali sotto il comando di Giovanni Paleologo che l'imperatore Michele inviò nel 1263 per una campagna contro Michele II, despota d'Epiro. Dopo questa campagna, Michele Cantacuzeno fu nominato megas konostaulos o “Gran Conestabile”.
La Cronaca della Morea menziona un Cantacuzeno, di cui non si conosce il nome, che fu kephale o governatore della thema bizantino del Peloponneso nel 1262. Questo Cantacuzeno comunicò i rapporti sull'aggressione di Guglielmo II di Villehardouin, che portarono Michele VIII a inviare un esercito nel Peloponneso contro Guglielmo. Era rinomato come soldato e la sua morte all'inizio della battaglia di Macriplagi ebbe un effetto demoralizzante sui bizantini, che li portò alla sconfitta. Donald Nicol osserva che “si è tentati di identificare questo innominato Cantacuzeno del Peloponneso con il Michele Cantacuzeno” inviato contro Michele II d'Epiro, ma ammette che ci sono delle difficoltà. Tuttavia, questa identità è spesso ipotizzata nelle opere precedenti.
Questo Michele potrebbe anche essere il nonno di Giovanni VI Cantacuzeno, in base alla versione aragonese della Cronaca della Morea. Nicol osserva: “Il padre del futuro imperatore Giovanni VI è noto per essere stato egli stesso governatore bizantino del Peloponneso”.